# Alpi Retiche

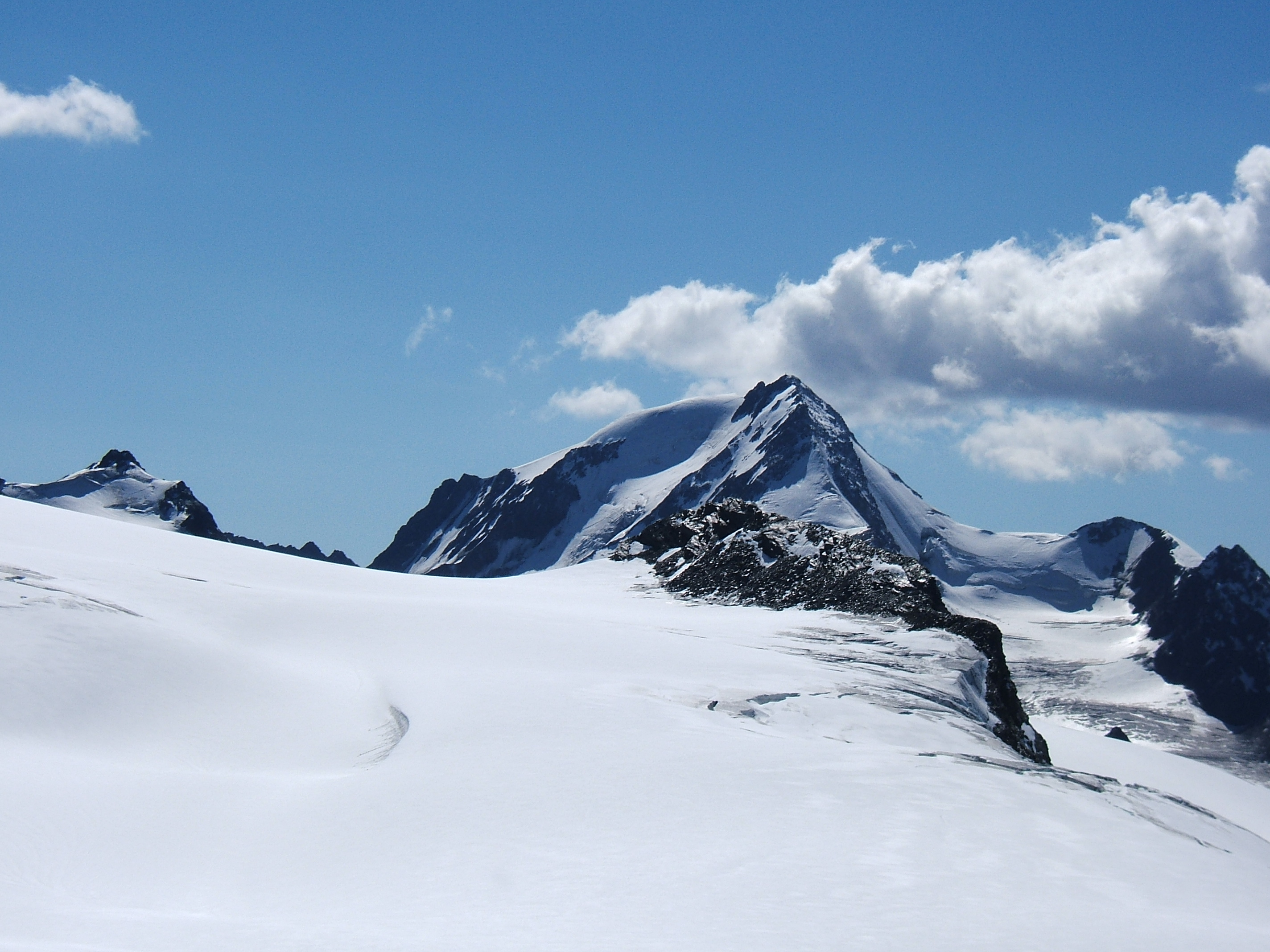
Palla Bianca

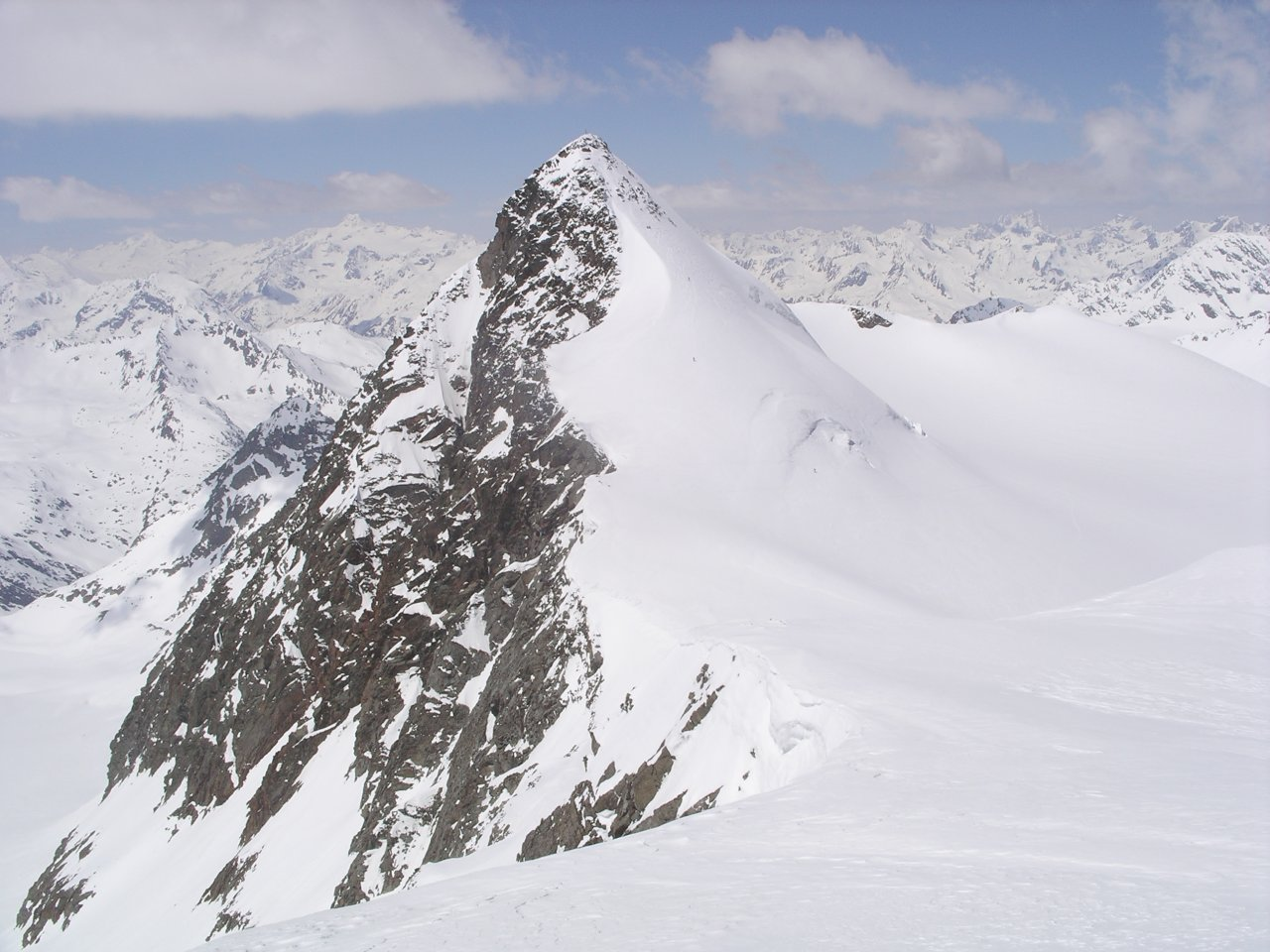
Pan di Zucchero

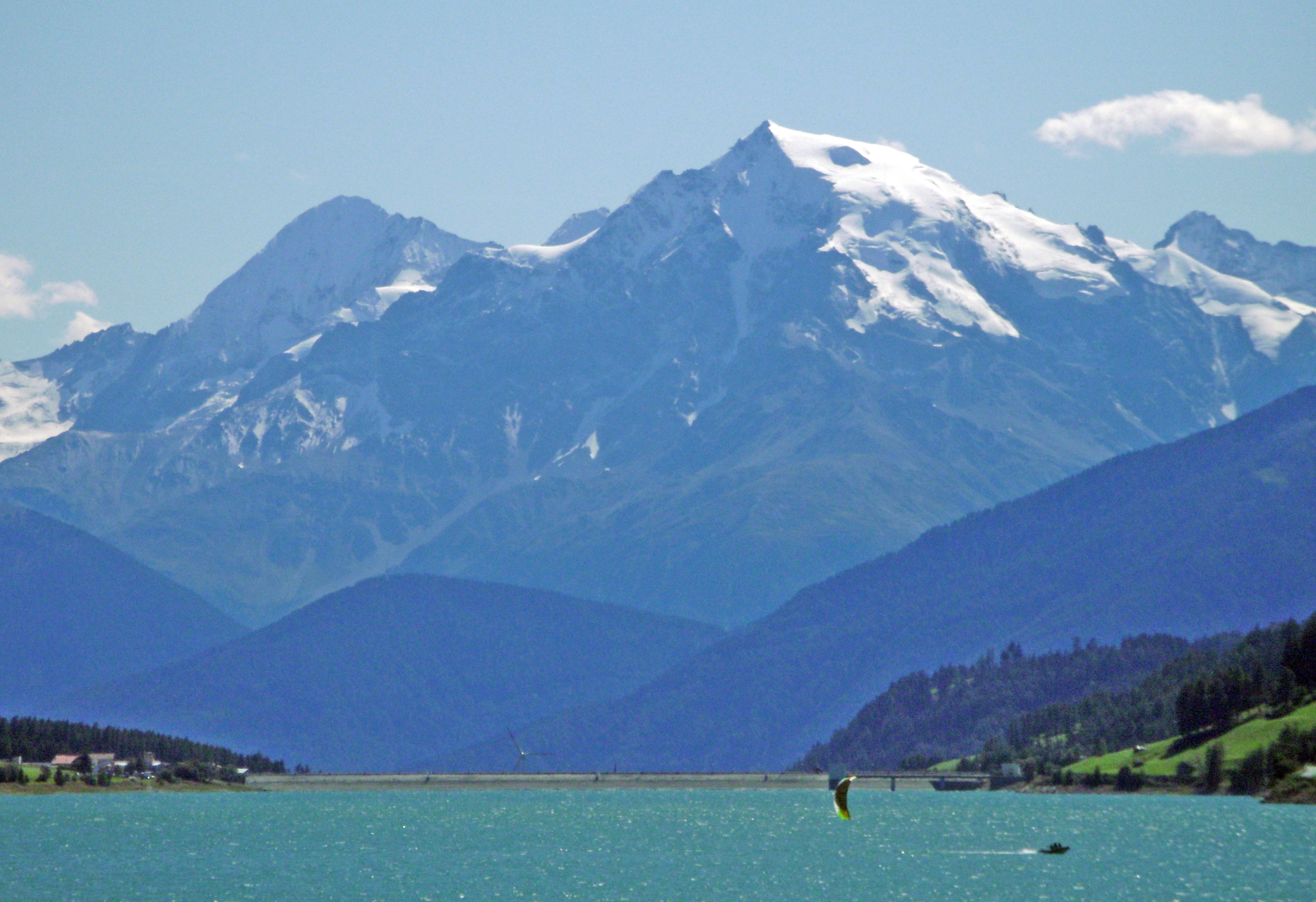
L'Ortles visto dal Lago di Resia

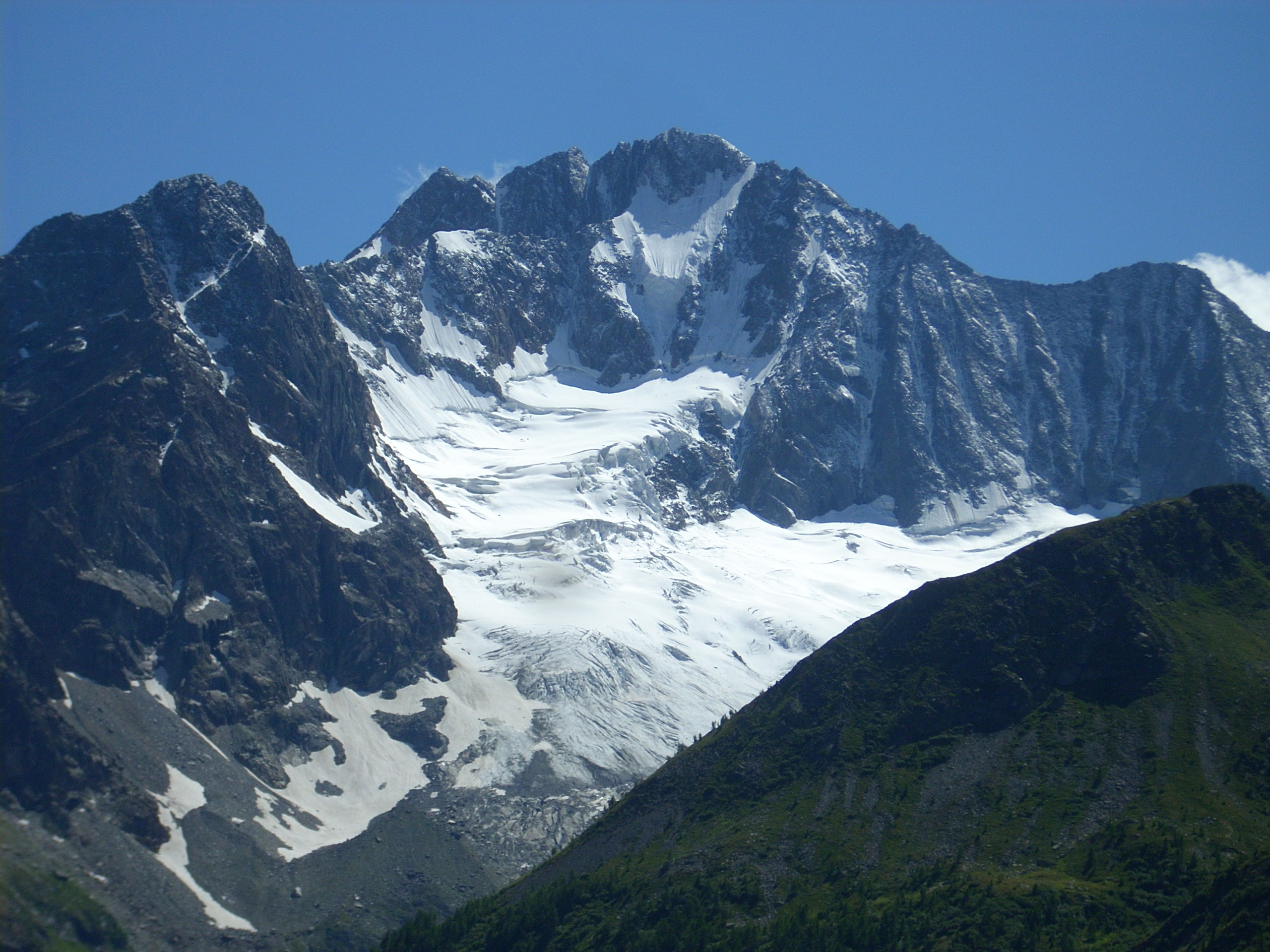
Parete nord del Monte Disgrazia

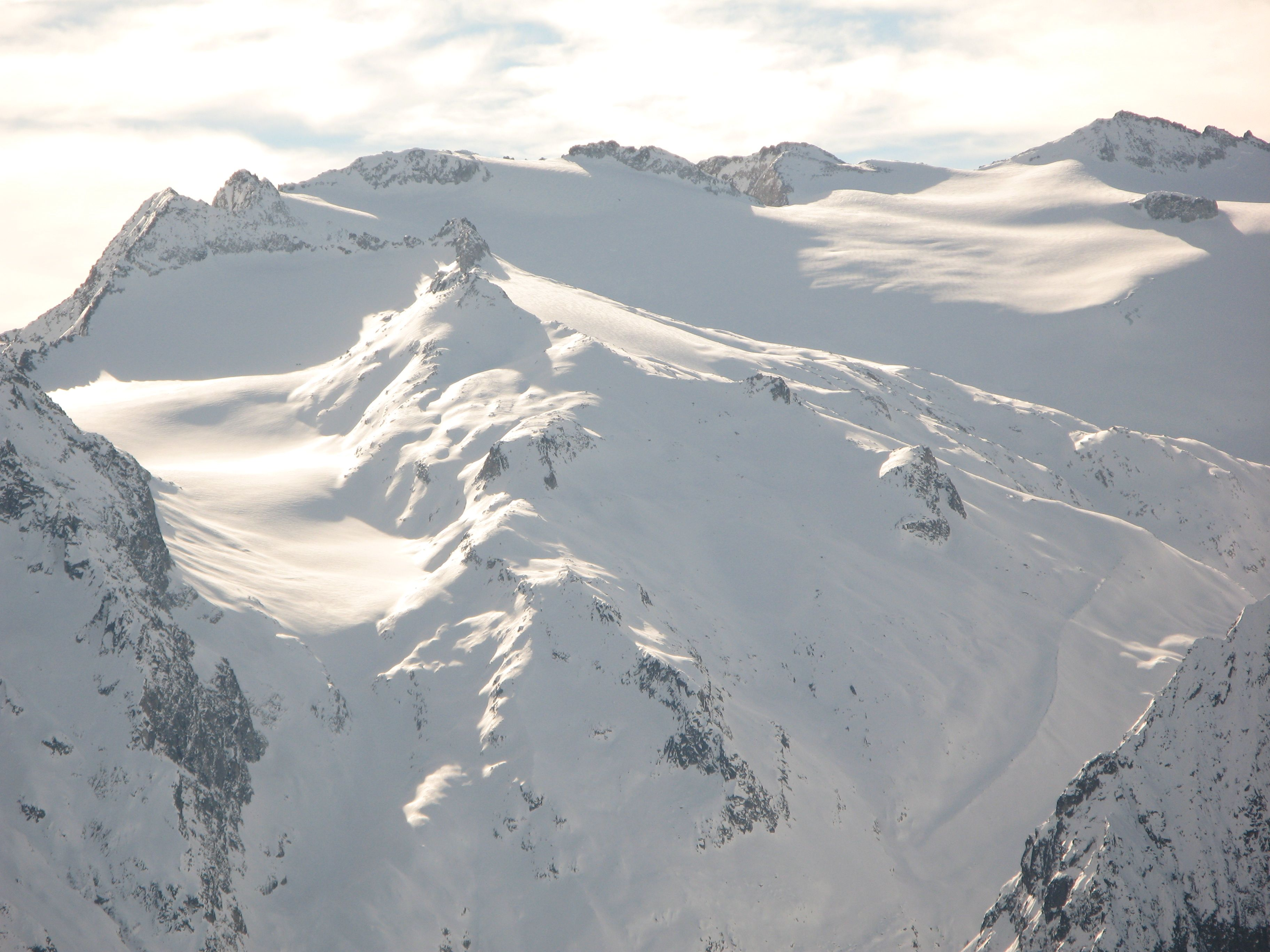
Adamello

Le Alpi Retiche (Rätische Alpen in tedesco) costituiscono un tratto delle Alpi, situato tra l'Italia, la Svizzera, il Liechtenstein e  l'Austria. Secondo la Partizione delle Alpi, le Alpi Retiche sono situate al centro della catena, nelle Alpi Centrali, e vanno, nel loro complesso, dal Passo dello Spluga al Passo del Brennero.
Secondo la Suddivisione Orografica Internazionale Unificata del Sistema Alpino (SOIUSA) non sono considerate una sezione alpina distinta; esse infatti sono suddivise in tre sezioni: Alpi Retiche occidentali, Alpi Retiche orientali e delle Alpi Retiche meridionali; inoltre, dato il diverso criterio di suddivisione, i tre settori retici sono sottosezioni delle Alpi orientali.

## Geografia
Sono suddivise tra l'Italia (Lombardia e Trentino-Alto Adige), la Svizzera (Canton Grigioni), il Liechtenstein e l'Austria (Vorarlberg e Tirolo) e si estendono dal passo dello Spluga, situato nella valle a nord di Chiavenna, al confine tra Lombardia e il cantone svizzero dei Grigioni, fino al passo del Brennero, tra Trentino-Alto Adige e la regione austriaca del Tirolo.
Vi sono comprese numerose valli, tra le quali la Valtellina, la Valchiavenna, la Valle dell'Adige, l'alta Val Camonica e la valle Isarco. Il territorio è percorso da numerosi fiumi, tra i quali i principali sono l'Adda, l'Adige e l'Inn.

## Classificazione

### SOIUSA
Secondo la Suddivisione Orografica Internazionale Unificata del Sistema Alpino (SOIUSA) del 2005, le Alpi Retiche non formano un gruppo unico, data la loro diversa composizione geologica.
Secondo la SOIUSA, le Alpi Retiche sono suddivise nelle seguenti tre sezioni (tra le 36 delle Alpi):
- Alpi Retiche occidentali
- Alpi Retiche orientali
- Alpi Retiche meridionali

### Partizione delle Alpi
Secondo la Partizione delle Alpi del 1926, e secondo i testi recenti su questa basati, le Alpi Retiche costituiscono una sezione delle Alpi centrali e comprendono i seguenti gruppi:
- Gruppo dell'Albula e Silvretta
- Gruppo del Plessur
- Catena del Reticone
- Gruppo del Verwall
- Gruppo del Bernina
- Gruppo dell'Umbraglio
- Alpi Venoste
- Alpi Breonie
- Alpi Sarentine
- Gruppo dell'Ortles
- Monti della Val di Non
- Gruppo dell'Adamello
- Dolomiti di Brenta

## Orografia

### Principali rilievi

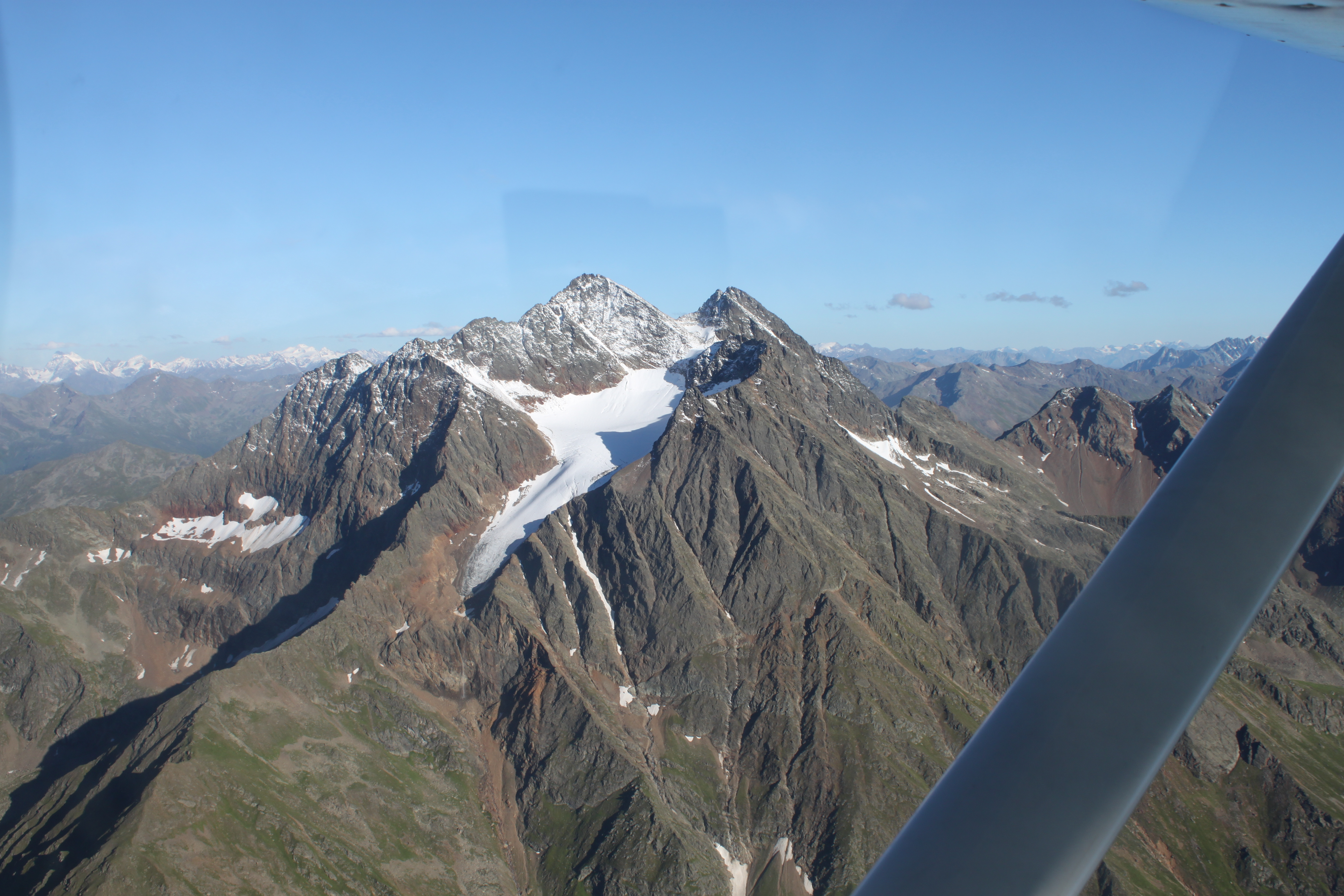
Hoher Riffler

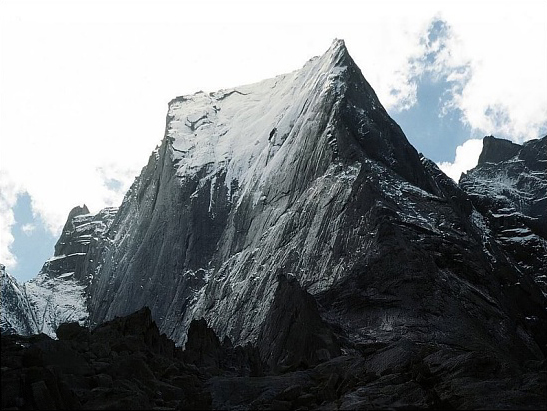
Pizzo Badile

Tra i massicci delle Alpi Retiche, si ricordano:
- il Massiccio del Bernina, dove troviamo il Pizzo Bernina (4.049 m s.l.m.), il Pizzo Roseg (3936 m s.l.m.) e il Pizzo Palù (3906 m s.l.m.);
- l'Ortles (Ortler in lingua tedesca 3.905 m s.l.m.), il Cevedale e il Gran Zebrù;
- le Alpi Venoste con la Palla Bianca (3.746 m s.l.m.);
- il Monte Disgrazia (3678 m s.l.m.)
- l'Adamello-Presanella (3.554 m s.l.m.);
- Pan di Zucchero (3507 m s.l.m. )
- Piz Kesch (3.418 m s.l.m.);
- Pizzo Badile (3.308 m s.l.m.)
- Monte Silvretta (3.244 m s.l.m.)
- le Dolomiti di Brenta (3.173 m s.l.m).
- Cima Tosa (3.173 m s.l.m)
- Hoher Riffler (3.168 m s.l.m)
- Punta Cervina (2.781 m s.l.m)

### Valichi principali

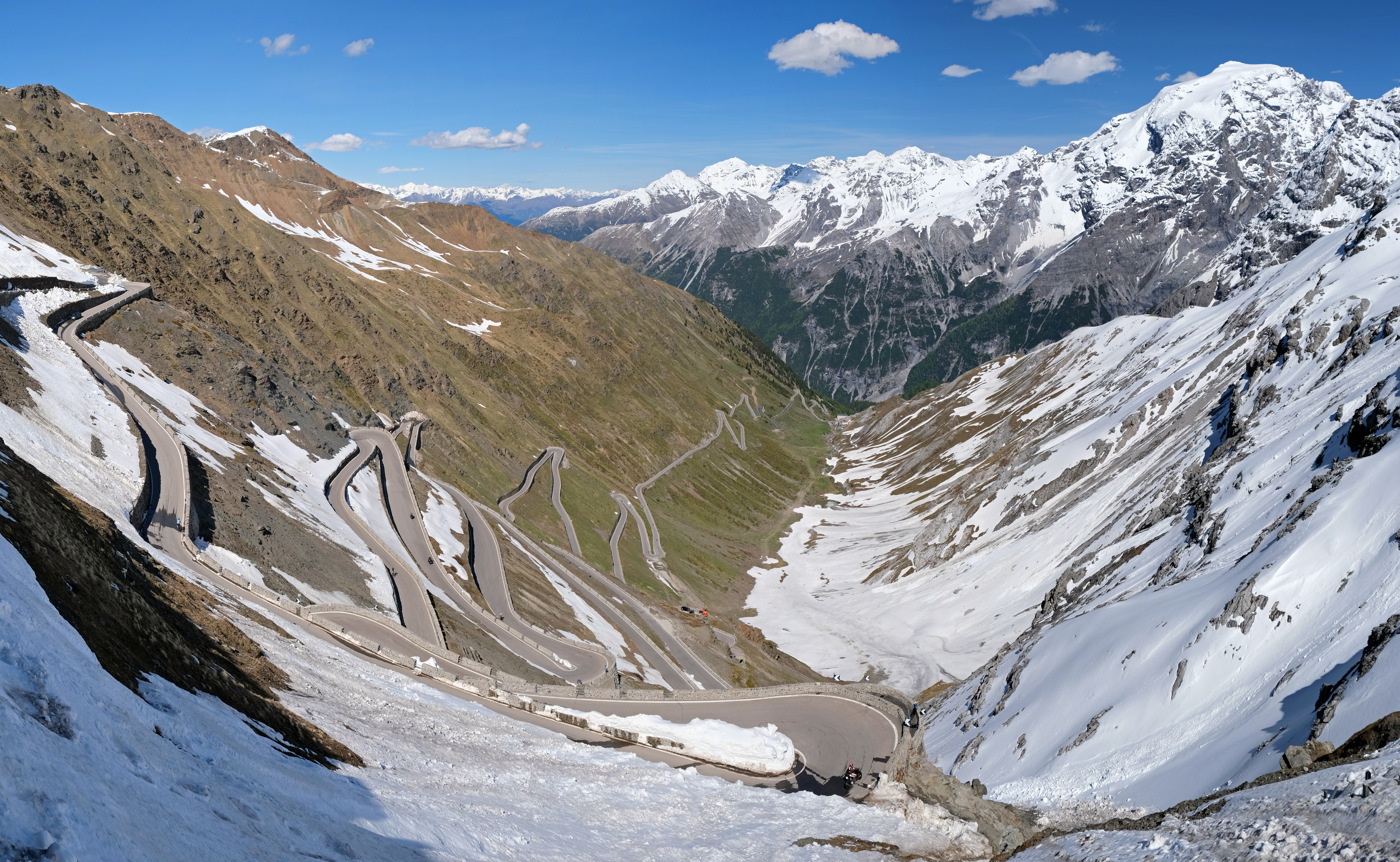
Il passo dello Stelvio

- Passo dello Stelvio
- Passo Gavia
- Passo del Tonale
- Passo del Foscagno
- Giogo di Santa Maria
- Passo del Mortirolo
- Forcola di Livigno
- Passo d'Eira
- Passo del Gallo
- Passo del Forno
- Passo dello Spluga
- Passo del Bernina

## Flora e fauna

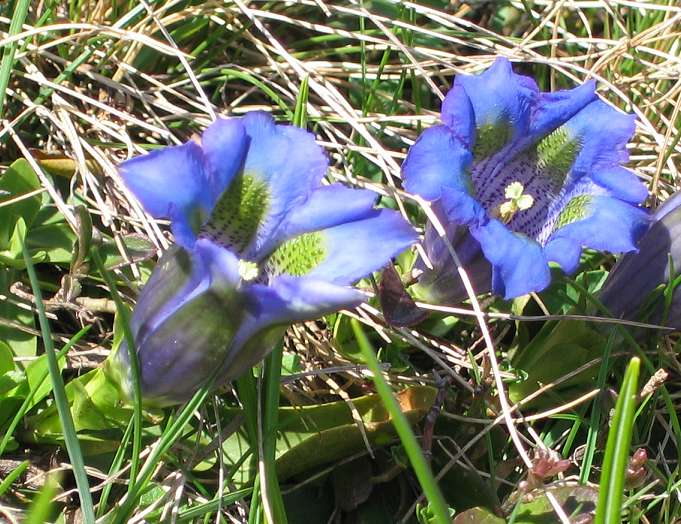
Genziane

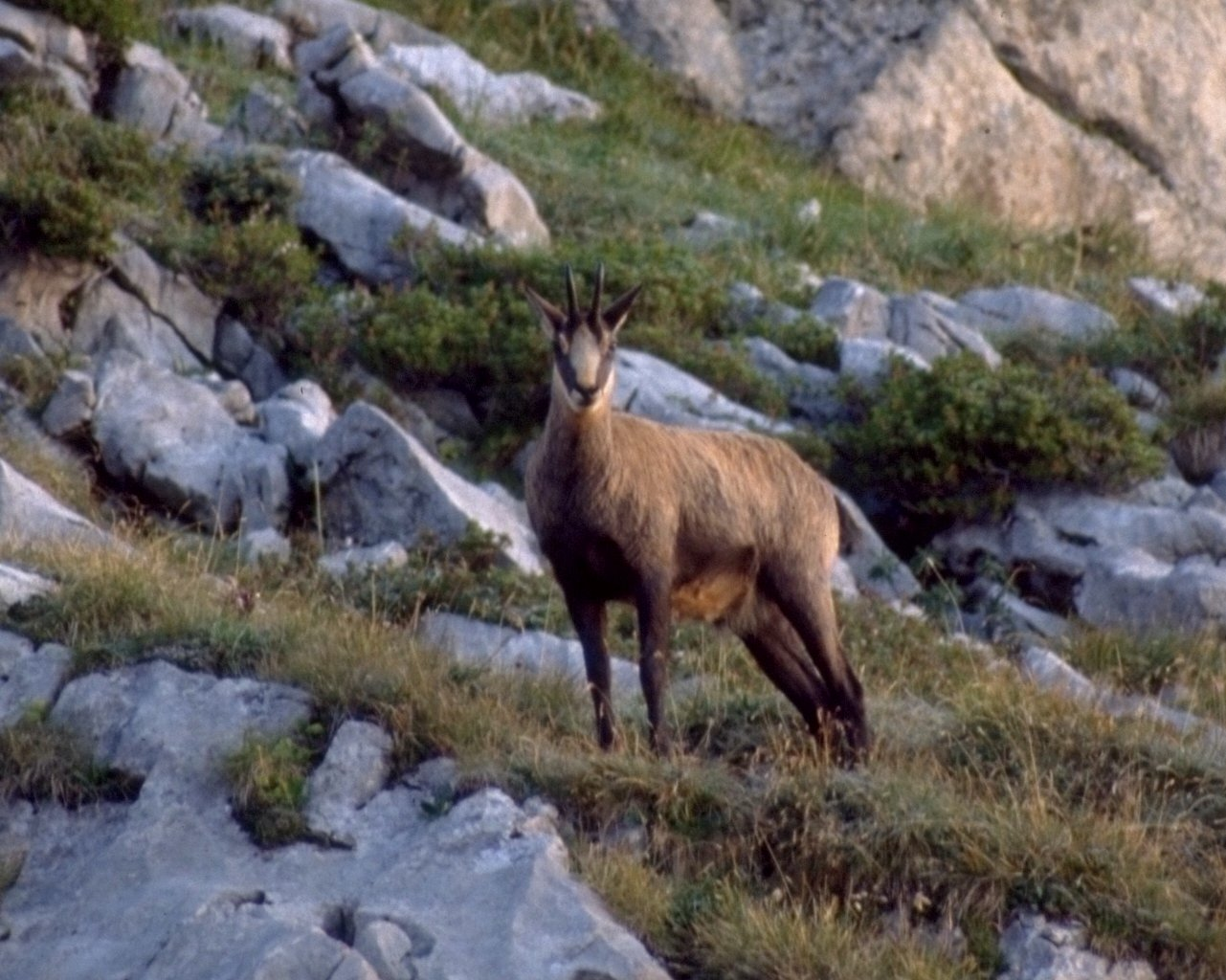
Un camoscio

La flora è molto varia e presenta numerose specie protette quali la stella alpina e alcune specie di genziana. Sono presenti foreste di conifere (pini, abeti e larici), che vi trovano un clima ideale per la loro crescita.
La fauna è altrettanto ricca, e presenta scoiattoli, ermellini, caprioli, cervi, stambecchi, camosci e, sebbene in numero molto ridotto di esemplari, lupi e orsi. Numerosa anche la fauna aviaria, con aquile, falchi, poiane, civette, gufi, picchi.

## Città e popolazione e vie di comunicazione
La popolazione di questa regione è ridotta e non vi si trovano grandi città: i centri maggiori sono Sondrio, Chiavenna, Morbegno, Tirano, Sondalo, Grosio, Bormio, Livigno, Edolo, Ponte di Legno, Vipiteno, Merano, Saint Moritz, Innsbruck.
Il Passo del Maloja congiunge la provincia di Sondrio con l'Engadina, il passo del Bernina l'Engadina con Tirano e la Valtellina, il Resia la val Venosta con il Tirolo austriaco; a questi si aggiungono in territorio italiano il passo dello Stelvio, il Tonale e l'Aprica.

## Curiosità
- Nel detto ampiamente usato per insegnare la partizione delle Alpi italiane "Ma con gran pena le reca giù" le Alpi Retiche sono rappresentate dalla settima sillaba, "re".

- Nelle Alpi Retiche si trova il più esteso ghiacciaio italiano, il Ghiacciaio dell'Adamello.

## Galleria d'immagini

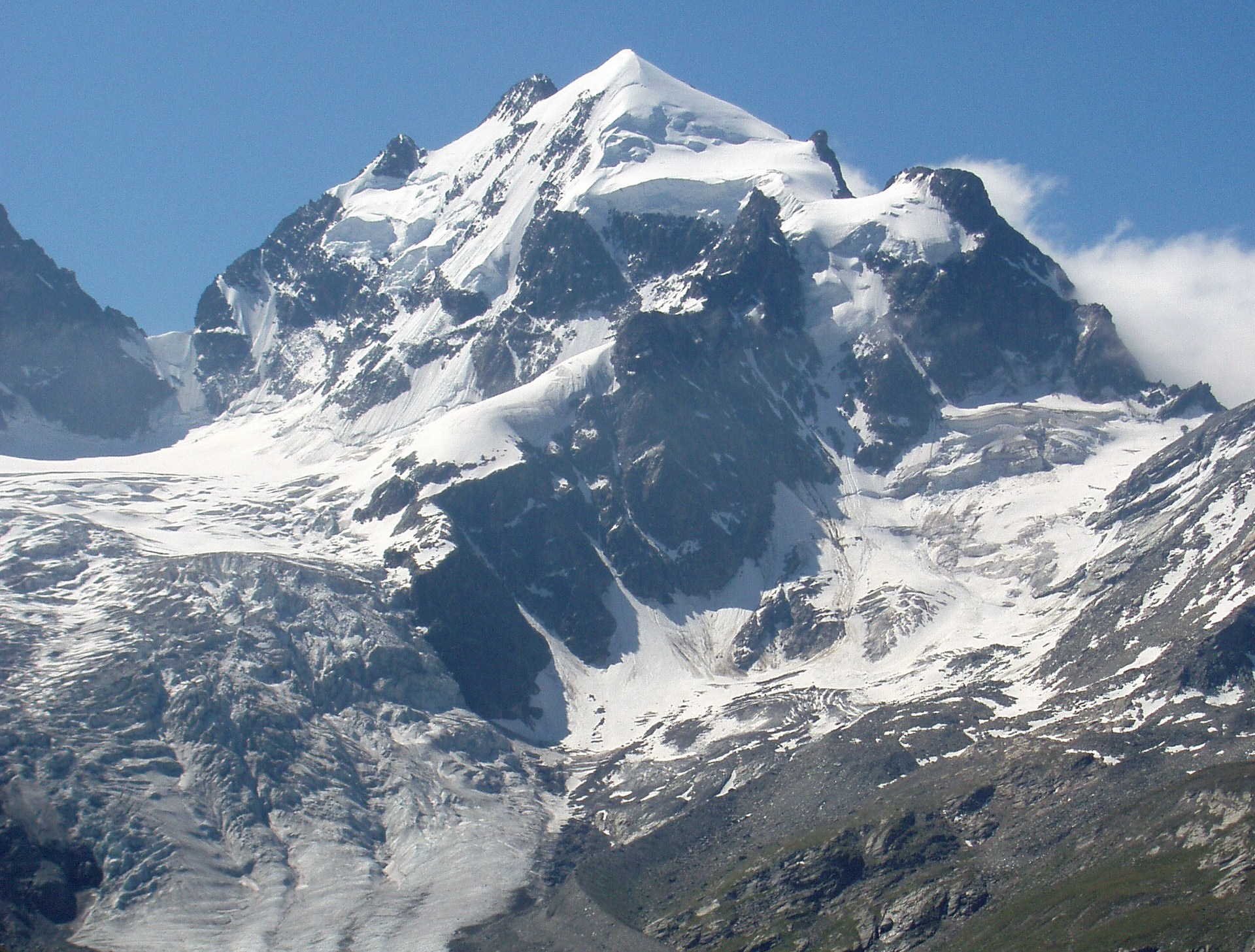
Piz Roseg
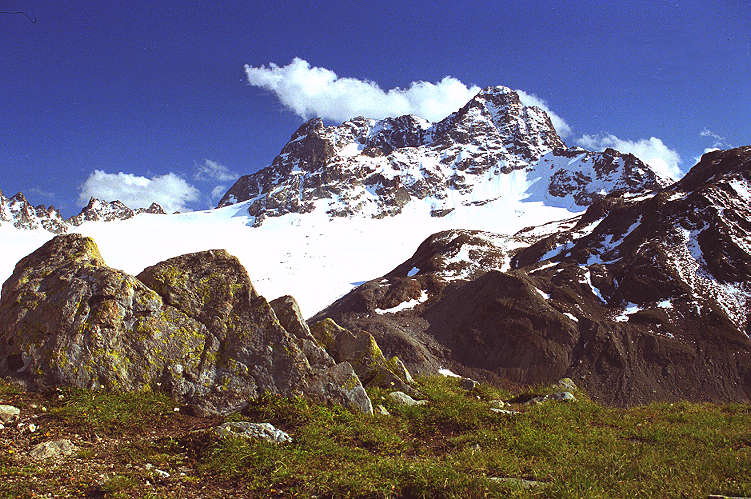
Piz Kesch
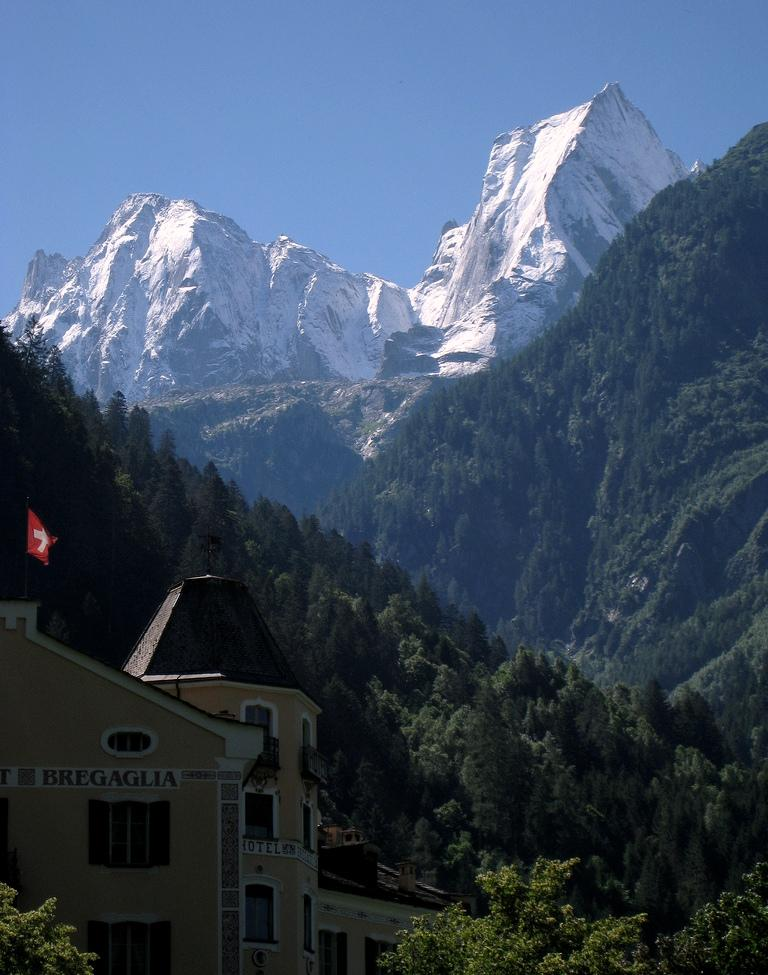
Pizzo Badile
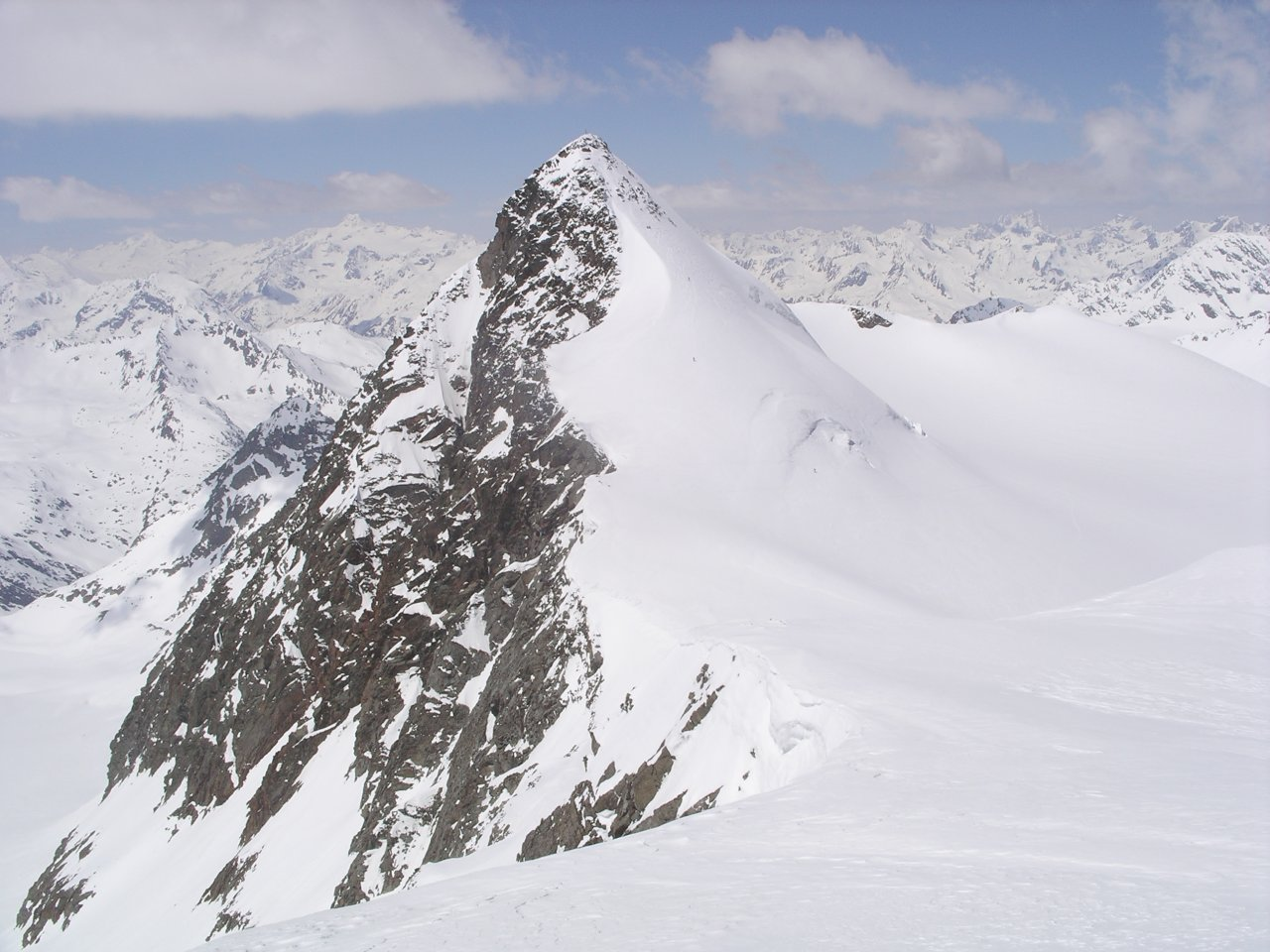
Pan di Zucchero
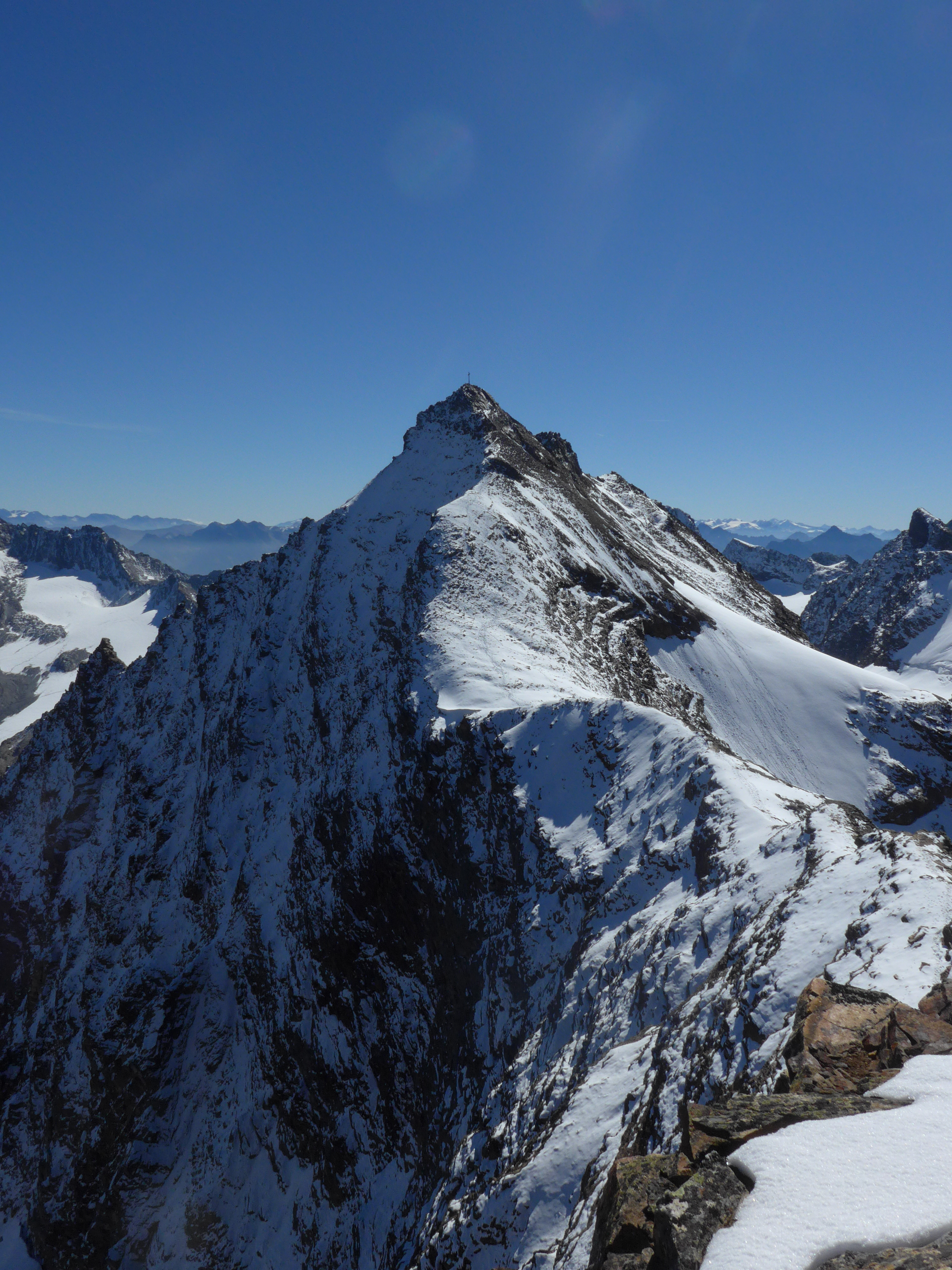
Monte Silvretta
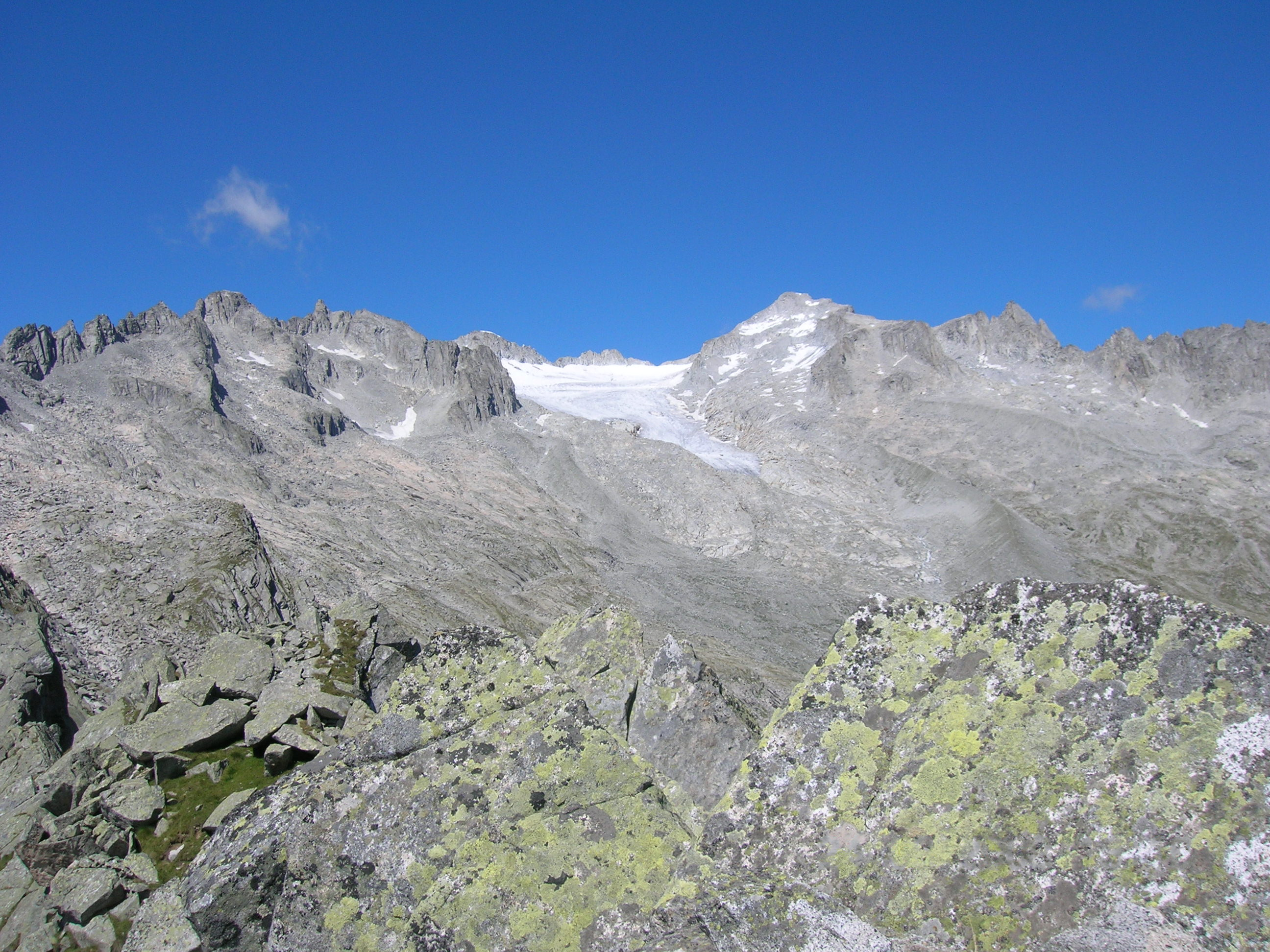
Presanella
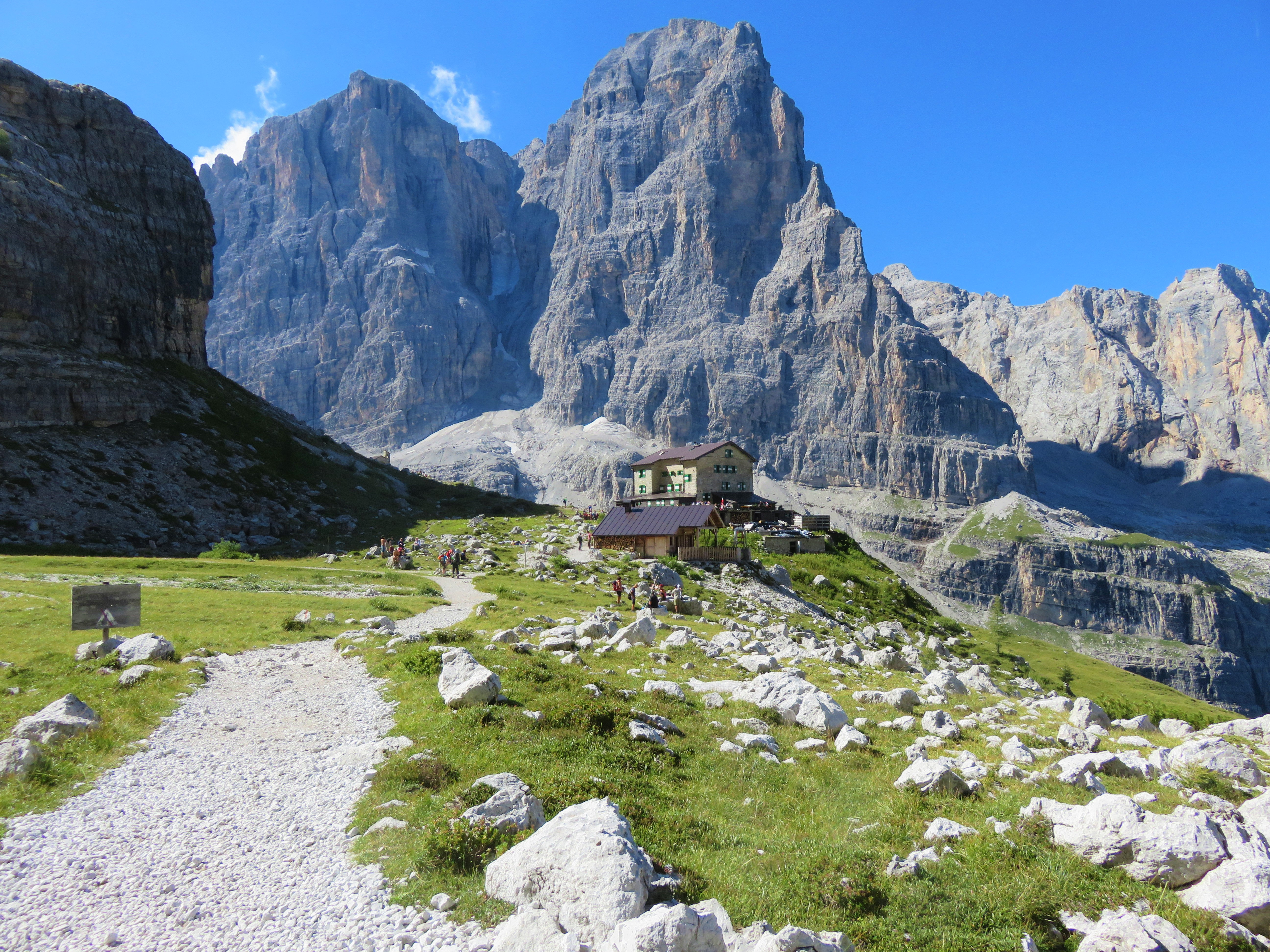
Cima Tosa con rifugio Brentei